# 大森隆弘
 大森 隆弘（おおもり たかひろ、1978年11月28日 - ）は、岡山県総社市出身の卓球選手。早稲田大学を経て、実業団の東京アートに所属。
早稲田大学ではシングルスで29勝10敗、ダブルスで22勝3敗の成績を残した。
2001年に大阪で行われた第46回世界卓球選手権の混合ダブルスに武田明子とのペアで出場、2回戦で蔣澎龍、陳静組に敗れた。
2002年の日本卓球リーグでは、協和発酵との決勝では、徳村智彦を破りチームの優勝を決めた。
東京アートでは、遊澤亮・韓陽とともに日本卓球リーグで活躍している。学生時代から頭にバンダナを巻いている。
2012年9月、2歳年下の一般女性と7年越しの交際を実らせ、結婚。
2021年度、男子ナショナルチームのコーチを務める。

## 主な戦績
2000年
- 関東学生卓球選手権 男子シングルス 優勝

2006年
- 平成17年度全日本卓球選手権大会 男子ダブルス 準優勝（鬼頭明ペア）